# Philippinische Badmintonmeisterschaft 2013
Die Philippinische Badmintonmeisterschaft 2013 fand vom 26. bis zum 31. Mai 2013 als 2013 POC-PSC National Games Badminton Championships in Manila statt. 

## Sieger und Platzierte
| Disziplin    | Gold                                       | Silber                                | Bronze                                    |
| ------------ | ------------------------------------------ | ------------------------------------- | ----------------------------------------- |
| Herreneinzel | Mark Shelley Alcala                        | Michael Kevin Cudiamat                | Gerald Sibayan                            |
| Herreneinzel | Mark Shelley Alcala                        | Michael Kevin Cudiamat                | Ralph Ian Mendez                          |
| Dameneinzel  | Malvinne Ann Venice Alcala                 | Sarah Joy Barredo                     | Aldreen Rae Concepcion                    |
| Dameneinzel  | Malvinne Ann Venice Alcala                 | Sarah Joy Barredo                     | Mariya Angela Sevilla                     |
| Herrendoppel | Peter Gabriel Magnaye Paul Jefferson Vivas | Philip Joper Escueta Ronel Estanislao | Aries Delos Santos Gerald Sibayan         |
| Herrendoppel | Peter Gabriel Magnaye Paul Jefferson Vivas | Philip Joper Escueta Ronel Estanislao | Andrei Babad Gabriel Villanueva Jr.       |
| Damendoppel  | Jessie Francisco Eleanor Christine Inlayo  | Marina Caculitan Alyssa Leonardo      | Flo Lamigo Aires Amor Montilla            |
| Damendoppel  | Jessie Francisco Eleanor Christine Inlayo  | Marina Caculitan Alyssa Leonardo      | Airah Mae Nicole Albo Lindsay Ann Tercias |
| Mixed        | Peter Gabriel Magnaye Kristel Dawn Salatan | Alvin Morada Aires Amor Montilla      | Gabriel Villanueva Jr. Flo Lamigo         |
| Mixed        | Peter Gabriel Magnaye Kristel Dawn Salatan | Alvin Morada Aires Amor Montilla      | Philip Joper Escueta Joella Geva De Vera  |